# Orde van Trouw van Negeri Sembilan
De Gewaardeerde en loyale Orde van Trouw van Negeri Sembilan, "The Most Esteemed Loyal Order of Negri Sembilan" of "Darjah Paduka Setia Negeri Sembilan Yang Amat di-Hormati" werd op 24 mei 1979 door Tuanku Ja'afar, gekozen vorst van Negeri Sembilan ingesteld. De onderscheiding kende indertijd drie graden en wordt voor verdienste en als blijk van 's Besar Negri Sembilans hoogachting verleend. De drie graden waren van 1979 tot 2010:
- De Eerste Klasse of Dato Sri draagt een keten, ster en grootlint. Achter de naam mag hij de letters SPNS voeren.

- De Tweede Klasse of Dato Setia draagt het kleinood aan een lint om de hals en de ster. Achter de naam mag hij de letters DSNS voeren.

- De Derde Klasse of Darjah Setia draagt het kleinood aan een lint om de hals. Achter de naam mag hij de letters DNS voeren.

De orde werd in 2010 door Tuanku Muhriz hervormd.
- De Eerste Grote Ridder of Dato’ Sri Utama draagt een keten, ster en grootlint. Achter de naam mag hij de letters SUNS voeren.

- De Ridder-Commandeur of Dato’ Paduka  draagt het kleinood aan een lint om de hals en de ster. Achter de naam mag hij de letters DPNS voeren.

- De Derde Klasse of Darjah Setia draagt het kleinood aan een lint om de hals. Achter de naam mag hij de letters DNS voeren.

- De Companion,Achter de naam mag hij de letters DNS voeren.

- De Vijfde Klasse of Ahli. Soesoehoenan Pakoeboewono XIII van Soerakarta is lid van deze orde. Achter de naam mag hij de letters ANS voeren.

## De versierselen van de orde
Het lint is geel met een rood-zwarte bies. Het kleinood is een negenpuntige gouden ster met in het midden een lichter gouden medaillon met het wapenschild van de federatie van Negeri Sembilan.
Het kleinood is gelijk aan dat van de Familie-orde van Negeri Sembilan, een negenpuntige gouden ster met in het midden een lichter gouden medaillon met het wapenschild van de federatie van Negeri Sembilan, en kan ook aan de keten worden gedragen. De keten heeft veertien ovale witgeëmailleerde gouden schakels met heraldische symbolen die door kleine gouden ketens verbonden zijn. De leden van de eerste en tweede klasse van de orde dragen een gouden ster met het federatiewapen op de linkerborst.